# Rivière Portneuf (Côte-Nord)
Pour les articles homonymes, voir Portneuf et Rivière Portneuf.
La rivière Portneuf est un important cours d'eau de la rive nord du fleuve Saint-Laurent, au Québec, au Canada. Son cours traverse les régions administratives du Saguenay–Lac-Saint-Jean (territoire non organisé du Mont-Valin) et de la Côte-Nord (territoire non organisé du Lac-au-Brochet). Son embouchure est située dans la municipalité Portneuf-sur-Mer dans la municipalité régionale de comté (MRC) de La Haute-Côte-Nord.
La partie inférieure du bassin versant de la rivière Portneuf est desservie par la route 138 qui la traverse près de son embouchure. Le reste de la vallée est desservi par le chemin de la rivière des Cèdres se reliant vers l'est à la route 138, qui longe le côté sud de la rivière Portneuf, puis continue vers l'ouest pour desservir la zone du lac des Cœurs où il rejoint une route forestière menant vers le sud en suivant la vallée de la rivière des Escoumins,.
La surface de la rivière Portneuf est habituellement gelée de la fin novembre au début avril, toutefois la circulation sécuritaire sur la glace se fait généralement de la mi-décembre à la fin mars.

## Géographie
La rivière Portneuf prend sa source à l'embouchure du lac Portneuf (longueur : 14,4 km ; altitude : 476 m) lequel constitue son plan d'eau principal. Ce lac entièrement en milieu forestier est situé dans le territoire non organisé de Mont-Valin, dans la MRC du Fjord-du-Saguenay, soit au sud du réservoir Pipmuacan, à l'est de la rivière Péribonka et au nord de la rivière Saguenay. Il est alimenté notamment par (sens horaire, à partir de l'embouchure) : rivière Tagi (via le lac du Lamantin), décharge du lac Walberg, rivière aux Sables (via le lac Itomamo), décharge du lac Itomamo, décharge du Petit lac François, décharge du lac Paquet, décharge du lac Bayeuville et décharge du lac Colibri.
À partir du lac Portneuf, la rivière Portneuf coule généralement vers le sud-est sur 169 km selon les segments suivants :
Cours supérieur de la rivière Portneuf (segment de 22,0 km)
- 3,1 km vers le sud-est, jusqu'à la décharge (venant du sud) d'un ensemble de lacs dont le lac de l'Épagneul ;
- 4,9 km vers le nord-est en traversant le lac Bacon sur 4,0 km, en recueillant la décharge (venant du nord-ouest) du lac de la Pépite et aussi la décharge (venant du nord-ouest) des Lac de l'Orée et Naïf, jusqu'à un coude de rivière ;
- 2,0 km vers l'est, jusqu'à la décharge (venant du nord-est) du lac de l'Île Verte ;
- 4,2 km (ou 2,0 km en ligne directe) vers le sud en formant de nombreux serpentins, jusqu'à la rive nord-ouest du lac du Dégelis ;
- 7,8 km vers le sud en traversant le lac du Dégelis (longueur : 5,4 km ; altitude : 418 m), le Premier lac Chailly et le Deuxième lac Chailly, jusqu'à l'embouchure de ce dernier ;

Cours intermédiaire de la rivière Portneuf (segment de 38,2 km)
- 2,1 km vers le sud, jusqu'à la rive nord-ouest du lac Emmuraillé ;
- 4,0 km vers le sud-est en traversant le lac Emmuraillé (longueur : 4,4 km ; altitude : 416 m) jusqu'à son embouchure ; le lac Emuraillé reçoit la décharge du lac Daniel (venant du nord-est) ;
- 6,4 km vers le sud-ouest notamment en traversant le lac Patien (longueur : 4,1 km ; altitude : 398 m) lequel reçoit du côté est la rivière Brûlée jusqu'à la décharge (venant du nord-ouest) du lac du Lièvre ;
- 3,9 km vers le sud-est en traversant le lac Sage (longueur : 1,6 km ; altitude : 392 m) jusqu'à la confluence de la rivière Jos-Ross (venant de l'ouest) ;
- 17,7 km vers le sud-est en traversant le lac Collier (longueur : 0,9 km ; altitude : 367 m), puis en traversant la ligne de séparation des régions administratives de Saguenay–Lac-Saint-Jean et de la Côte-Nord, jusqu'au ruisseau de la Croix (venant du nord-ouest) lequel draine un ensemble de lacs dont le lac la Chaudière et le lac de la Croix ;
- 4,1 km vers l'est en formant une courbe vers le sud, en recueillant notamment la décharge du lac à la Tortue (venant du nord), la décharge du lac en Courbe (venant du nord-ouest) et la décharge du lac Bombardier (venant du nord-ouest), jusqu'à la confluence de la rivière Portneuf Est (venant du nord) ;

Cours inférieur de la rivière Portneuf (segment de 88,2 km)
- 21,3 km vers le sud-est, en formant de grands serpentins, en recueillant les eaux du ruisseau Émond (venant du sud-ouest), de la décharge des Lacs des Chutes, de la décharge du lac Caché, du ruisseau Marcheterre, de la décharge du lac Manon, jusqu'à la confluence de la rivière aux Ours (rivière Portneuf) (venant de l'ouest) ;
- 4,9 km vers le sud-est, jusqu'au ruisseau Montisembeau (venant de l'ouest) ;
- 2,5 km vers le sud-est jusqu'à la rivière aux Perches (venant du sud) ;
- 16,3 km vers l'est en recueillant les eaux de la rivière Rocheuse (venant du nord) et du ruisseau Poisson (venant du nord), jusqu'au ruisseau Marcoux (venant du nord) ;Pont de la route 138 enjambant la rivière Portneuf à Portneuf-sur-Mer.

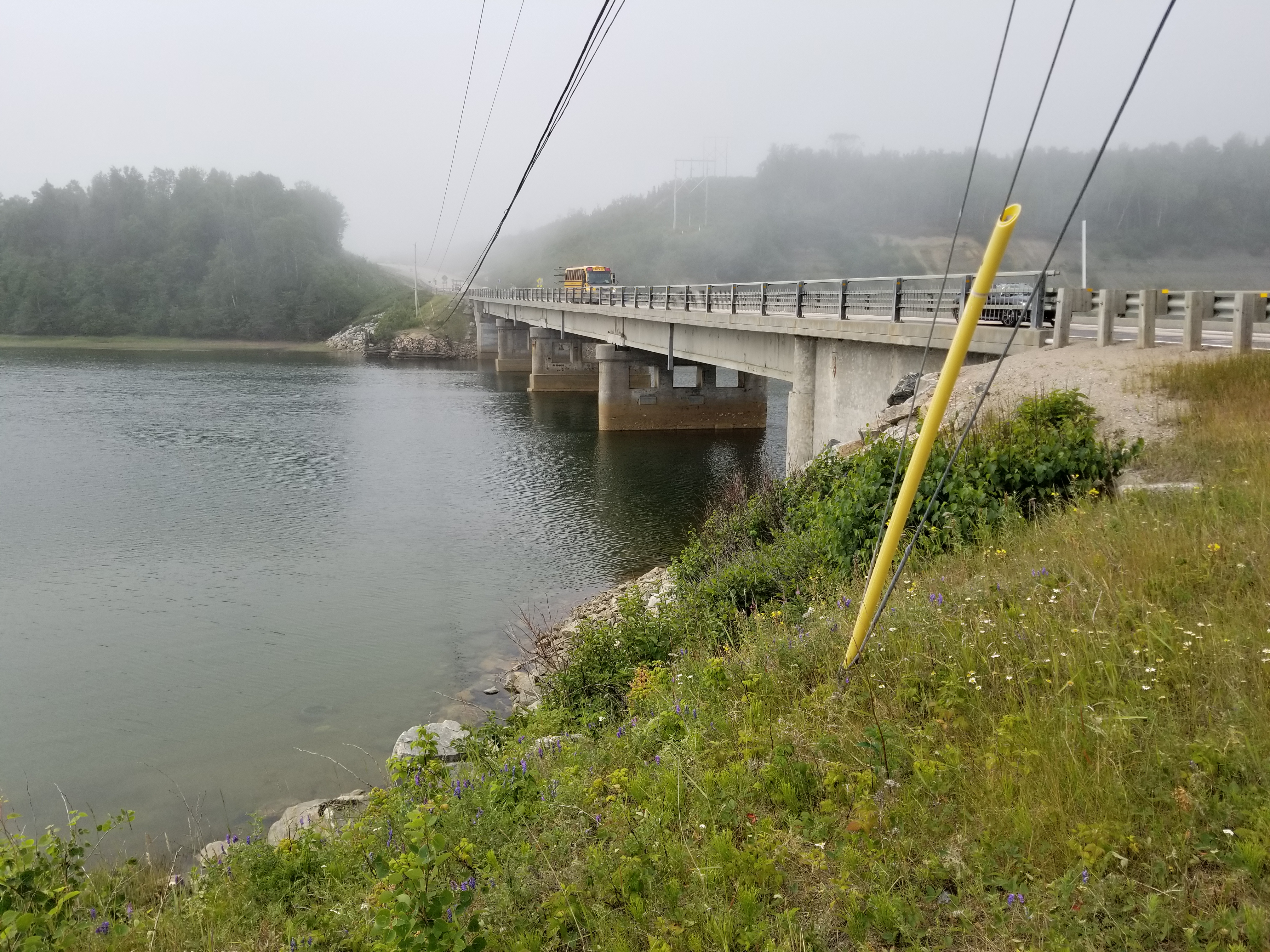
Pont de la route 138 enjambant la rivière Portneuf à Portneuf-sur-Mer.

- 15,0 km vers le sud-est en formant un grand S, en recueillant les eaux du ruisseau Desrosiers (venant du nord), de la Coulée Sapin (venant du nord), de la décharge du lac de la Boule et du lac Bédard (venant du sud-ouest), jusqu'à la confluence de la rivière des Cèdres (venant de l'ouest) ;
- 4,9 km vers l'est, en traversant les Chutes Philias et en coupant la limite des ex-municipalités de Saint-Paul-du-Nord et de Sainte-Anne-de-Portneuf, jusqu'à la confluence de la rivière Noire (venant du nord) ;
- 23,3 km vers l'est en formant une grande courbe vers le nord en début de segment où elle recueille les eaux du ruisseau McDonald (venant du sud-ouest), en recueillant les eaux de la rivière à Philias (venant du nord), de la Petite rivière Noire (venant du nord) et de la Petite rivière Marguerite (venant du nord), et en coupant la route 138, jusqu'à la confluence de la rivière[2].

Cette rivière de grand débit sur la Côte-Nord descendant vers le sud-est se jette dans le fleuve Saint-Laurent, à environ 230 km en aval de Québec. Son embouchure est située entre la rivière Saguenay et la rivière aux Outardes. Cette rivière coule sur 148,4 km, entre le Lac Portneuf et son embouchure à Portneuf-sur-Mer. Son principal tributaire est la rivière Portneuf Est dont le point de confluence est situé à environ 55 km à l'ouest-nord-ouest de l'embouchure de la rivière Portneuf.

## Toponymie
Depuis le début du XVIIe siècle, le toponyme Portneuf apparait dans plusieurs documents et cartes. La première mention connue de ce toponyme, est en 1626 alors que Samuel de Champlain fait référence à « le port neuf » dans le recueil de ses voyages. En 1656, la carte d'Abbeville utilise Port Neuf pour désigner un lieu ponctuel. En 1695, la carte de Deshayes indique « R. de Portneuf ». Sur la carte de 1763, Carver utilise la graphie « Portneuf R. » et en 1829, la carte de Sax se réfère à Portneuf pour désigner un lieu de la côte nord du fleuve Saint-Laurent.
Les cartes de la province de Québec conçues par Taché (1870, 1880) désignent ce cours d'eau « R. Portneuf ». Le Dictionnaire des rivières et lacs de la province de Québec (1914) consacre à cette rivière une rubrique pour mieux la décrire. Notons l'omission de ce toponyme dans le premier rapport de la Commission de géographie du Québec (paru en 1916) ; néanmoins, il figure dans la seconde édition (parue en 1921).
Le toponyme « rivière Portneuf » a été officialisé le 5 décembre 1968 à la Banque des noms de lieux de la Commission de toponymie du Québec.

## Exploitation
Le potentiel hydroélectrique de la rivière Portneuf est exploité par la société Innergex avec l'opération de trois barrages. Cette dernière offre aussi aux adeptes de plein air un service de location et de transport de canot afin de descendre les différents sections cartographiées en eau vive.